# Еппенгейзен
Еппенгейзен (нід. Eppenhuizen) — селище в нідерландській провінції Гронінген. Входить до муніципалітету Гет-Гогеланд. Його населення станом на 2017 рік складало 50 осіб.